# 曾晓东
曾晓东（1938年12月—2014年6月6日），湖北省远安县人，中华人民共和国政治人物。
毕业于合肥工业大学地质系，之后供职于东北有色地质勘探公司研究所、辽宁地质勘探公司，后供职于冶金部。1987年，担任监察部三局副局长、局长、七司司长。1993年，任中纪委执法监察室主任。1998年，任中央纪委驻国家环保总局纪检组长。2014年去世。